# 21089 Mochizuki
21089 Mochizuki este un asteroid din centura principală de asteroizi.

## Descriere
21089 Mochizuki este un asteroid din centura principală de asteroizi. A fost descoperit pe 8 februarie 1992 la Geisei de Tsutomu Seki. El prezintă o orbită caracterizată de o semiaxă mare de 2,67 ua, o excentricitate de 0,13 și o înclinație de 14,2° în raport cu ecliptica.